# 火车站站
火车站站是绍兴轨道交通1号线的地铁车站，位于中华人民共和国浙江省绍兴市越城区蕺山街道解放大道与车站路交叉口，临近绍兴火车站，于2022年4月29日开通。

## 车站结构
火车站站沿解放南路南北向布置，为地下三层岛式站台车站，车站长158.8米，宽27.9米，车站地下一层为站厅层，地下二层为设备层，地下三层为站台层。

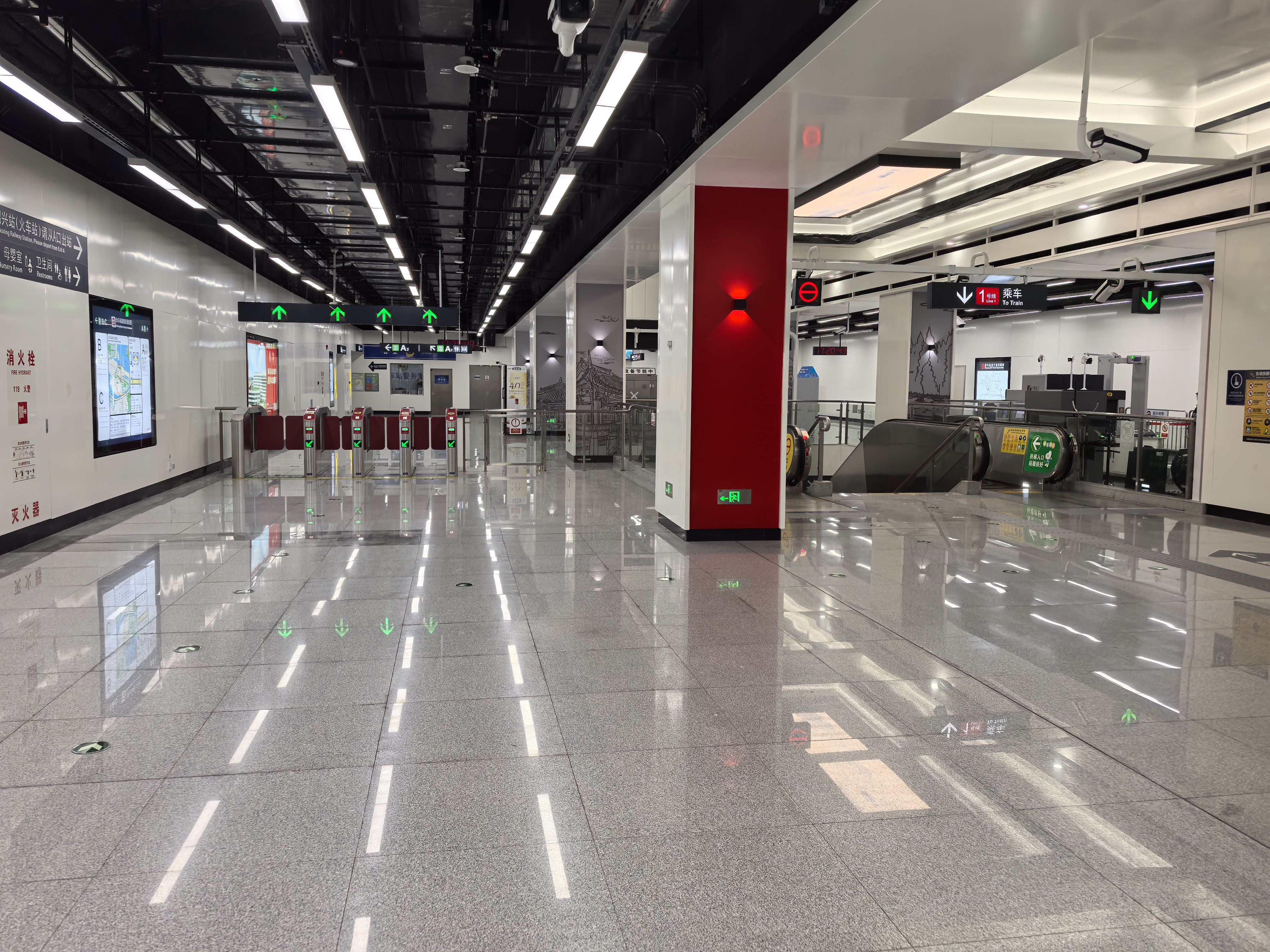
站厅
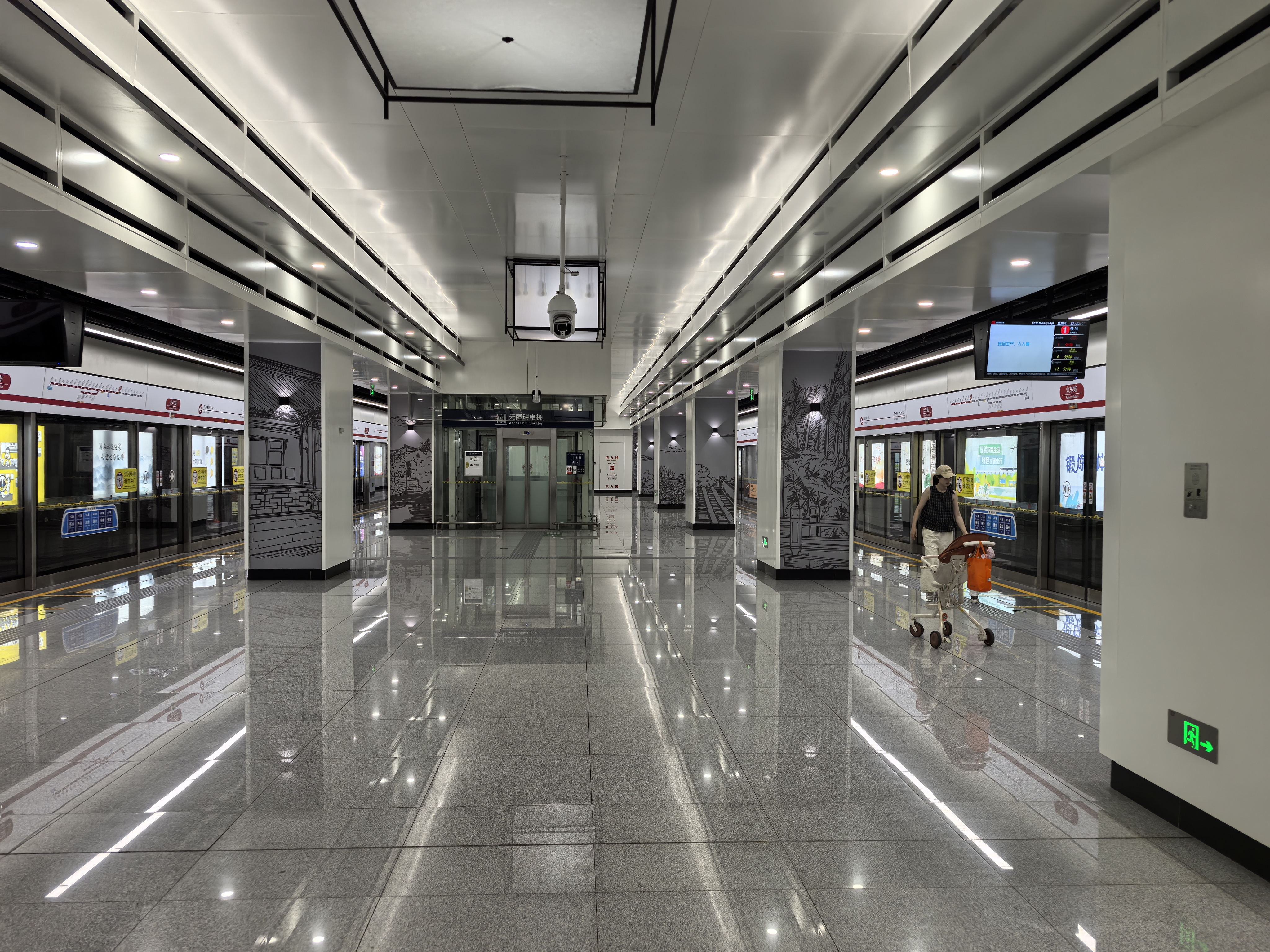
站台

### 站台
车站地下三层设有一个岛式站台，东侧站台供1号线往姑娘桥站方向列车使用，西侧站台供1号线往芳泉站方向列车使用。

### 车站楼层
| 地面层   | 出入口             | A-D出入口                          |  |  |
| 地下一层 | 站厅               | 售票机、客服中心、警务室、安检设施 |  |  |
| 地下二层 | 设备层             |                                    |  |  |
| 地下三层 |                    | █ 1号线 往姑娘桥（大滩）           |  |  |
|          | 岛式站台，左侧开门 |                                    |  |  |
|          |                    | █ 1号线 往芳泉（城市广场）         |  |  |

## 出入口
火车站站共设有3组5个出入口，各出口及周围设施如下所示：
| 编号                                      | 建议前往的目的地                        | 照片 | 无障碍设施 |
| ----------------------------------------- | --------------------------------------- | ---- | ---------- |
| A1                                        | 解放大道(西侧)、车站路(北侧) 绍兴火车站 |      | 不適用     |
| A2                                        | 解放大道(西侧)、车站路(北侧) 绍兴火车站 |      |            |
| B                                         | 车站路(南侧) 绍兴火车站                 |      | 不適用     |
| C1                                        | 解放大道(东侧)                          |      | 不適用     |
| C2                                        | 解放大道(东侧)                          |      | 不適用     |
| 註： 设有卫生间 \| 设有母婴室 \| 设有电梯 |                                         |      |            |

## 接驳交通

### 国铁
- 国铁萧甬铁路及绍兴轨道交通绍兴城际线绍兴站

## 车站历史
- 2021年5月11日，车站主体结构封顶[3]。
- 2022年4月29日，车站随1号线主线工程通车启用[2]。